# العائلة السعيدة (أنمي)
العائلة السعيدة (باليابانية: ファミリ!، بالروماجي: Famirī!) مسلسل أنمي ياباني من إنتاج إستديو كناك برودكشنز، يتحدث المسلسل حول عائلة تمر بالعديد من المغامرات والحوادث الشيقة. تمت دبلجته بالعربية .